# در خط آتش
در خط آتش (انگلیسی: In the Line of Fire) فیلمی در ژانر جنایی، اکشن و تریلر سیاسی به کارگردانی ولفگانگ پترسن است که در سال ۱۹۹۳ منتشر شد.

## بازیگران
- کلینت ایستوود
- جان مالکوویچ
- رنه روسو
- دیلان مک‌درموت
- جانی ماهونی
- گری کول
- فرد تامپسون
- کلاید کوساتسو
- جان هرد
- جاشوآ مالینا
- توبین بل